# Gestionnaire de données biomédicales
Le Gestionnaire de données biomédicales (couramment appelé Data manager) est responsable de la documentation et de la qualité des données recueillies au cours des essais cliniques et des études épidémiologiques.

## Définition du métier
Dans la fonction publique hospitalière, le gestionnaire de données biomédicales est défini dans la famille des métiers de la recherche clinique sous le code 15D80.
Dans la recherche et l'enseignement supérieur, le métier s'intitule ingénieur en traitement de données biologiques (BAP A Science du vivant, Famille Professionnelle Biologie et recherche médicale, Emploi n°A2A21).
Le gestionnaire de données biomédicales est également défini parmi les métiers des entreprises du médicament (LEEM) dans la famille Biométrie et Data Management.

## Le rôle du gestionnaire de données biomédicales
Le gestionnaire de données biomédicales joue un rôle clé dans la mise en place et la réalisation d’un essai clinique. Les données collectées lors d’un essai clinique sont les garantes de la sécurité et de l’efficacité des analyses statistiques ultérieures qui aiguilleront les prises de décision dans le développement de médicaments, de dispositifs médicaux, de schémas thérapeutiques ou de  qualité de prise en charge, tant pour les praticiens que pour l’industrie pharmaceutique.
Le gestionnaire de données biomédicales est impliqué dans les premières discussions sur les modalités de recueil des données et supervise par la suite le développement d'outils de collecte de données en concordance avec le protocole de l’essai clinique.
Au démarrage de l’étude, au début des inclusions de sujets, le gestionnaire de données biomédicales assure que les données soient recueillies, validées, complètes et cohérentes. De surcroît, il peut également intégrer au recueil d’autres sources de données (par exemple, issues de laboratoires de biologie médicale) en s’assurant que les données soient transmises en toute sécurité et soient cohérentes avec l'ensemble du recueil dans l'essai clinique.
À l’achèvement de l'essai clinique, le gestionnaire de données biomédicales garantit l’exhaustivité des données par rapport aux possibilités de recueil et assure que toutes les demandes de correction ou de clarification ont été prises en compte. À ce stade, les données sont déclarées finales (différentes terminologies existent, on parle aussi de données verrouillées ou données gelées) et le gestionnaire de données biomédicales transmet les données pour l'analyse statistique.

## Cadre réglementaire
Au sein de chaque structure de recherche, des Procédures Opératoires Standards (POS) décrivent la marche à suivre dans les activités de gestion des données pour répondre au mieux au cadre réglementaire et aux recommandations.
Les bases de la réglementation sur les recherches biomédicales sont posées par les Bonnes pratiques cliniques du Conseil international d'harmonisation des exigences techniques pour l'enregistrement des médicaments à usage humain (CIH), avec pour les États-Unis le 21 CRF part 11 (en) de la Food and Drug Administration (FDA) pour les enregistrements informatiques des données et signatures électroniques.
En France, les  Bonnes Pratiques Cliniques sont fixées par l’arrêté du 24 novembre 2006. Le chapitre 5 traitant des obligations du promoteur de l’essai clinique évoque entre autres le traitement des données. L’enregistrement électronique des données est soumis à des obligations de demande d’autorisation au Comité Consultatif sur le Traitement de l'Information en matière de Recherche dans le domaine de la Santé (CCTIRS) et la Commission Nationale de l'Informatique et des Libertés (CNIL) qui propose une méthodologie de référence (MR-001) pour les traitements de données personnelles opérés dans le cadre des recherches biomédicales.

## Réseaux de professionnels
- Le groupe des Data Managers académiques (acaDM)

Créé en novembre 2008, acaDM est le seul réseau de professionnels en France dédié à l'activité de gestion des données dans la recherche biomédicale académique. Il réunit 337 data managers issus de Centres Hospitaliers Universitaires, de Centres de Lutte Contre le Cancer, de groupes coopérateurs ou d’autres structures de recherche. À travers des groupes de travail, des forums et une conférence annuelle, il offre un espace de réflexion entre experts afin d'homogénéiser et d'améliorer les pratiques.
- International Network of Clinical Data Management Associations (INCDMA)

L’ INCDMA est un groupe de travail composé de représentants des principales organisations de DM nationales, internationales et régionales. Fondé en 2000 par l’ACDM (UK), SCDM (US), DMB (France), PSDM (Hollande), FIADM (Finlande), DADM (Danemark) et DVMD (Allemagne), l’INCDMA s’attèle à faciliter les interactions entre ces organisations et les groupements et réseaux de DM informelles dans un esprit d’ouverture et de dialogue.
- Data Management Biomedical (DMB)

DMB est une association de type loi 1901 créée en 1995 qui regroupe les Data Managers venant de l’industrie Pharmaceutique, des CROs (Contract Research Organisation), du monde des fournisseurs de logiciels ou de l’Université ou d’ailleurs. Ses objectifs sont de rassembler et faciliter les échanges au sein de la profession, optimiser les méthodes de travail et anticiper leurs évolutions, participer à des manifestations (médias, publications, présentations aux congrès, organisation d’évènements spécifiques), être un interlocuteur privilégié vis-à-vis des autorités, des fournisseurs de logiciels, des sociétés de services, de l’industrie pour représenter la profession, et travailler sur la formation des Data Managers.
- Society for Clinical Data Management (SCDM)

SCDM est une organisation internationale comptant plus de 2590 membres dont l’objectif est de promouvoir la qualité et l’excellence des activités de gestion des données cliniques en proposant des certifications, des cours en ligne, des webinaires et une conférence annuelle. Elle est l’auteur d’un guide de référence sur les activités de gestion des données biomédicales : Good Clinical Data Management Practices (GCDMP).

## Formations

### En France
- DU
  - Gestion de Données Cliniques, Clinical Data Management (Caen)
  - Bioinformatique et Data Management (Paris)
  - FARC TEC - Option Data Management (Saint-Etienne)
  - Méthodes de gestion de bases de données (Isped-Enseignement à distance, Bordeaux)
- DUT
  - Statistique et Informatique Décisionnelle
- Licence professionnelle
  - Statistique et informatique appliquées aux sciences du vivant (Lisieux)
  - Statistique et Informatique Décisionnelle pour la Santé (Paris)
  - Statistique et Informatique pour la Santé (Vannes)
  - Santé, spécialité Biostatistiques (Grenoble)
- Master
  - Ingénierie de la santé, spécialité Management des Opérations Cliniques et Data Management (Montpellier)
  - Sciences Technologies Santé, spécialité Essais Cliniques, Développement du Médicament (Poitiers)
  - Mathématique pour l'assurance, la finance et la santé, parcours Risque Analyste en Prévoyance et en santé (le mans, en création)
- Autres formations
  - Création et gestion de bases de données (Diplôme de l'Institut Pasteur, Paris)